# Gemeiner Erbsenstreuling
Der Gemeine Erbsenstreuling oder die Böhmische Trüffel bzw. Schiefertrüffel, historisch auch Erbsensteinpilz (Pisolithus arhizus, für den Artnamen findet man in der Literatur auch die Schreibweise arhizos), ist eine Pilzart aus der Familie der Hartbovistverwandten. Trotz der bauchpilzartigen Fruchtkörper gehört der Pilz zur Ordnung der Dickröhrlingsartigen (Boletales). Die Art ist einer von fünf europäischen Vertretern der Gattung Erbsenstreulinge (Pisolithus). Veraltete Synonyme sind P. arenarius Alb. et Schw., P. tinctorius (Micheli: Pers.) Coker et Couch und Polysaccum pisocarpium.
Die Art ist auf saure, nährstoffarme Boden spezialisiert und gilt als typischer Haldenpilz der Folgelandschaft des Braunkohletagebaus. Sie fruktifiziert vom Spätsommer bis in den Herbst vorwiegend auf vegetationsarmen Flächen. Der Pilz wird in der Küche bisweilen als Gewürzpilz verwendet, kommt in der Forstwirtschaft als Mykorrhizapartner von Bäumen zum Einsatz und dient zum Färben von Wolle.

## Merkmale

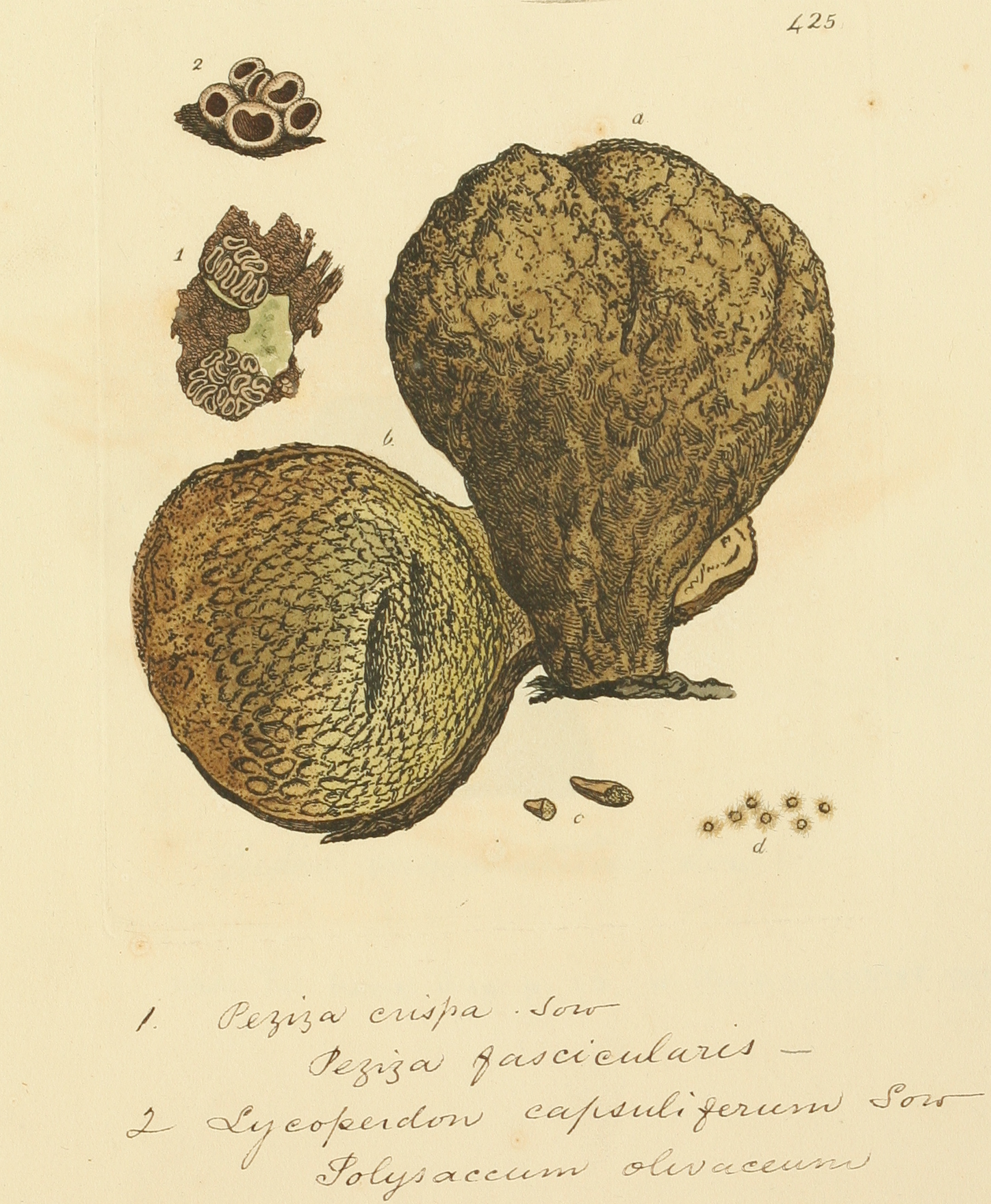
Illustration von James Sowerby (1797)

### Makroskopische Merkmale
Der Erbsenstreuling bildet unregelmäßig keulenartige, oberirdische Fruchtkörper mit rundlich-knolligem Kopf und kurzem oder längerem Scheinstiel, der etwa 5–15 cm hoch und 5–9 cm breit werden kann. Die Peridie wird etwa 1 mm dick, sie ist zunächst weißlich gefärbt und verfärbt später gelblich bis schmutzig braun. Bei Reifung des Fruchtkörpers zerfällt sie unregelmäßig. Die Gleba füllt nur den oberen Teil des Fruchtkörpers aus. Sie ist durch sterile Adern getrennt, die später erbsenähnliche (Name!), 5 × 2 mm große Körperchen, sogenannte Schein- oder Pseudoperidiolen, bilden. Daraus resultiert bei durchgeschnittenen Fruchtkörpern die charakteristische marmorierte Zeichnung der Gleba. Die Pseudoperidiolen sind zunächst weißlich gefärbt, werden mit zunehmender Reife rötlich-braun, zuletzt schwarz und zerfallen pulverig. Der 1–8 cm lange Scheinstiel ist meist im Boden eingesenkt. Er ist fest und massiv und besitzt an der Basis gelbe, schopfartige Myzelstränge.

### Mikroskopische Merkmale
Die rundlichen Sporen ähneln den Kartoffelbovisten (Scleroderma), sind mit relativ dicken, gebogenen Stacheln besetzt und messen im Schnitt 7–9 Mikrometer (Maße ohne Stacheln).

## Ökologie und Phänologie

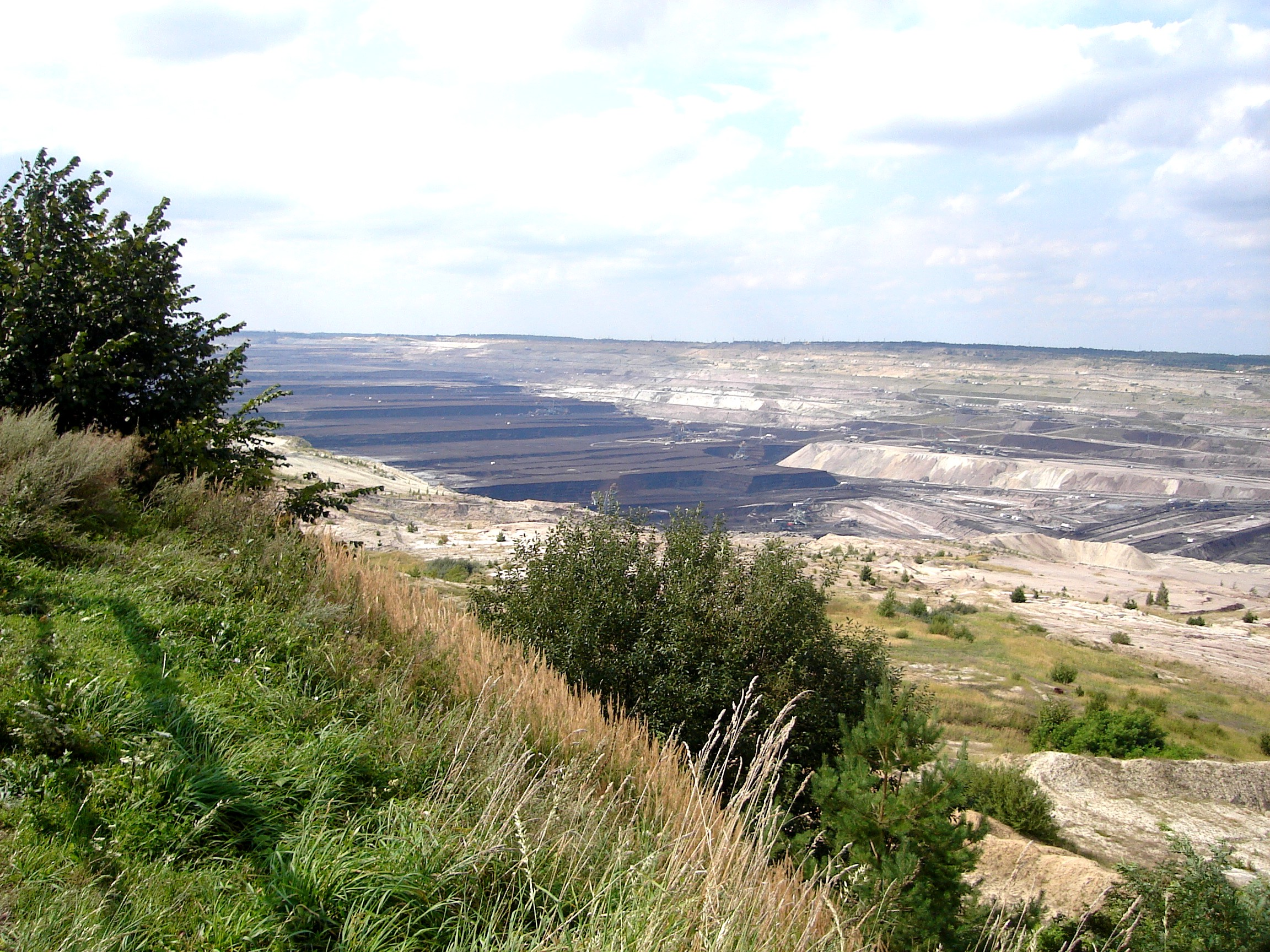
Aktiver Tagebau bei Bełchatów in Polen: Die gestörten Böden sind ideale Standorte für den Gemeinen Erbsenstreuling.

Der Gemeine Erbsenstreuling ist ein wärmeliebender Mykorrhizapilz mit einem breiten Spektrum an Symbiosepartnern. In Mitteleuropa sind es am häufigsten Hänge-Birken und Waldkiefern auf sauren, nährstoffarmen Pionierstandorten, daneben kommen auch andere Birken- und Kiefernarten sowie Pappeln, Eichen und Kreuzdorn in Betracht. Der Pilz wächst auf Halden mit aufkommenden Kiefern und Birken, auf Kahlschlägen, in Kieferforsten und auf Pionierrasen mit aufkommenden Gehölzen und ähnlichen Standorten. Dagegen ist der Pilz in naturnahen und ungestörten Wäldern äußerst selten. Er gilt als typischer Haldenpilz der Folgelandschaft des Braunkohletagebaus. Die Fruchtkörper sind vor allem an vegetationsarmen oder fast vegetationsfreien Standorten zu finden.
In Mitteleuropa findet man den Gemeinen Erbsenstreuling von Juli bis September.

## Verbreitung
Die Grenzen des Verbreitungsgebietes sind schwer anzugeben, da in der früher als monotypisch betrachteten Gattung in jüngerer Zeit mehrere Arten abgetrennt bzw. neu beschrieben wurden.
In Europa kommt der Gemeine Erbsenstreuling vom Mittelmeergebiet bis an die Nordgrenze der gemäßigten Zone vor; innerhalb dieses Gürtels hat er eine deutlich kontinentale Verbreitungstendenz. In Deutschland hat der Gemeine Erbsenstreuling Verbreitungsschwerpunkte in Bayern nördlich der Donau, in Sachsen, im südlichen Sachsen-Anhalt und besonders im südlichen Brandenburg. In den übrigen Gebieten liegen die Fundstellen weit auseinander und die Art ist sehr selten.

### Bestand und Gefährdung
Während der Gemeine Erbsenstreuling an naturnahen Standorten stark rückläufig und vom Aussterben bedroht ist, ist er in den Bergbaufolgelandschaften nicht gefährdet und sogar in Ausbreitung begriffen. Negative Auswirkungen auf seine Populationen hat der Eintrag von Stickstoff.

## Bedeutung

### Forstwirtschaft

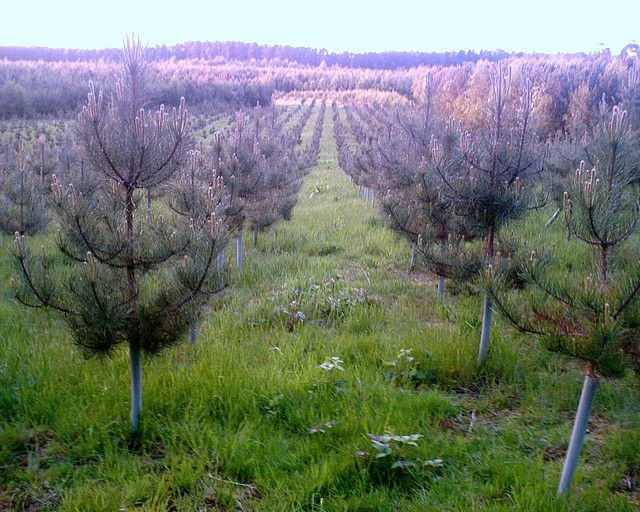
Baumschulen setzen den Erbsenstreuling gezielt als Mykorrhizapilz ein, um das Wachstum der Bäume zu fördern.

Der Gemeine Erbsenstreuling besitzt aufgrund seiner Fähigkeit, sehr nährstoffarme und saure Standorte zu besiedeln, eine große ökologische Bedeutung bei der Aufforstung und Bewaldung von Halden und ähnlichen Standorten. Er wird zudem in Baumschulen zur Erzeugung einer Mykorrhiza verwendet, seine Sporen werden für diesen Zweck gehandelt.

### Färbemittel
Verwendung findet der Erbsenstreuling auch zum Färben von Wolle, worauf der synonyme wissenschaftliche Artname „tinctorius“ (Färber-) und die englische Bezeichnung „Dyemaker's Puffball“ (Farbstoff-Herstellers Stäubling) anspielen.

### Speisewert
Wenngleich der Gemeine Erbsenstreuling nicht als Speisepilz gilt, wird er in der Küche von einigen Pilzsammlern aufgrund seines kräftigen Aromas als Gewürzpilz für Soßen geschätzt.

## Artabgrenzung

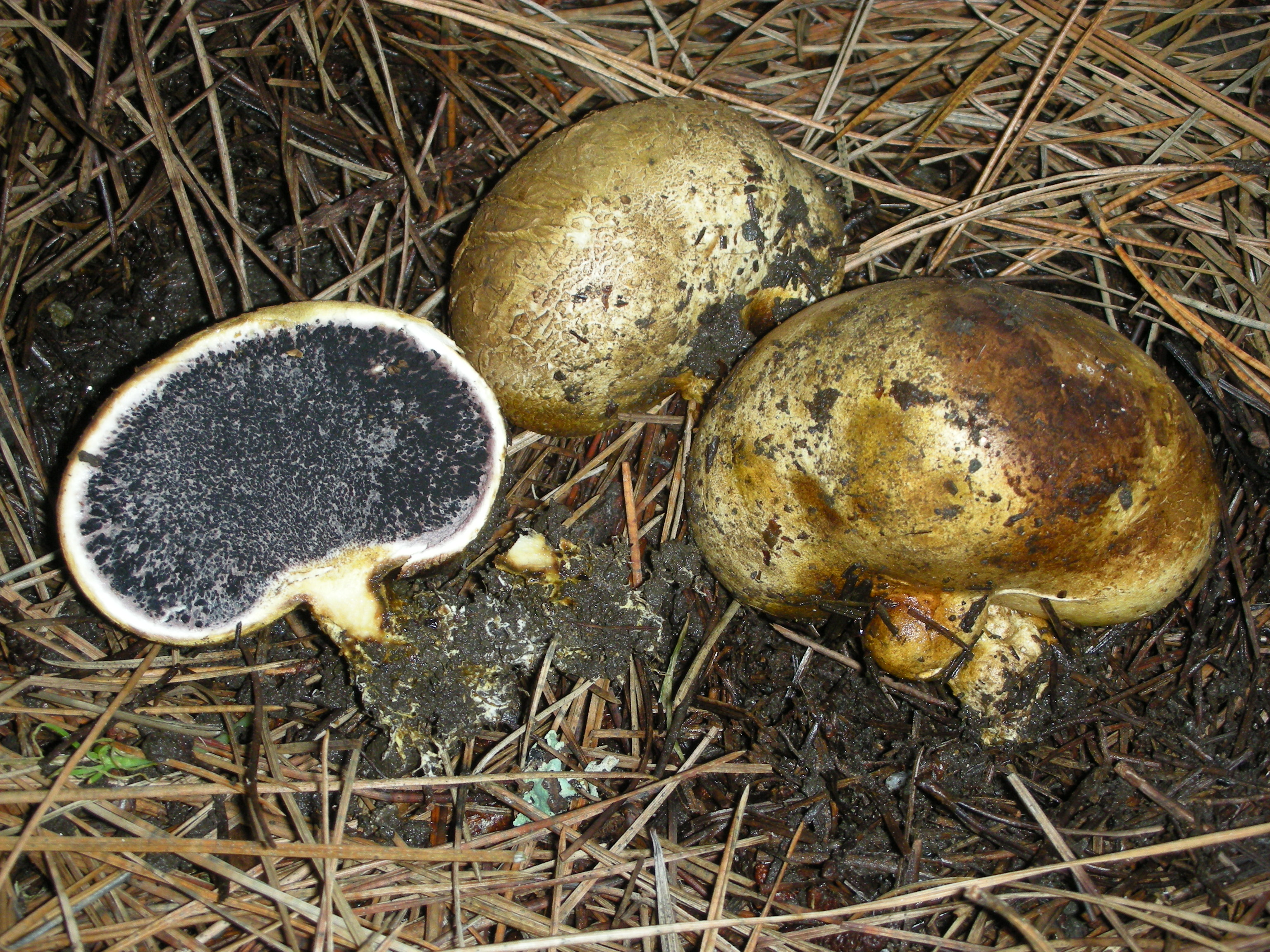
Zwiebel-Hartbovist
(Scleroderma cepa)

Die Abgrenzung zu anderen Vertretern der Gattung Pisolithus ist mit klassischen Methoden sehr schwierig bis unmöglich, aber durch Vergleich der DNA-Sequenzen der Barcoding-Region ITS einfach.
Äußerlich können auch die Fruchtkörper des Gemeinen Erbsenstreulings mit den giftigen Kartoffelbovisten (Scleroderma) verwechselt werden. Ein Längsschnitt offenbart jedoch die arttypische, in erbsengroße, rundliche Kammern gegliederte Gleba. Kartoffelboviste besitzen dagegen eine einheitlich gefärbte, bald grau-schwärzliche und lediglich mit einer feinen, hellen Aderung durchzogene Gleba.